# Franco Brarda
Franco Brarda (n. Córdoba; 22 de agosto de 1993) es un jugador profesional de Rugby XV que se desempeña como pilar izquierdo en el Tala Rugby Club de Argentina.
En 2017 formó parte de la Selección de Argentina, con la que participó de la America´s Rugby Championship, La Americas Pacific Challenge, y la Sudamérica Rugby Cup.

## Estadísticas
- Actualizado el 9 de agosto de 2018.

### Clubes
| Temporada | Teams           | Competencias       | Pts | PJ | Titular | Try | Pen. | Dp. | Tr. | Min. |
| 2018/19   | Jaguares        | Super Rugby        | -   | -  | -       | -   | -    | -   | -   | -    |
| 2017/18   | Tala Rugby Club | Nacional de Clubes | 5   | 6  | 6       | 1   | -    | -   | -   | 472  |
| 2015/16   | Tala Rugby Club | Nacional de Clubes | 15  | 6  | 6       | 3   | -    | -   | -   | -    |
| 2014/15   | Tala Rugby Club | Nacional de Clubes | -   | 7  | 6       | -   | -    | -   | -   | 467  |
| Total     | Total           | Total              | 20  | 19 | 18      | 4   | -    | -   | -   | 939  |

Fuente

### Selección Argentina
| Temporada | Competencia                  | Pts | PJ | Titular | Try | Pen. | Dp. |
| 2017/18   | Americas Pacific Challenge   | -   | 2  | 1       | -   | -    | -   |
| 2017/18   | America´s Rugby Championship | -   | 2  | 1       | -   | -    | -   |
| 2017/18   | Copa de Naciones             | -   | 3  | 1       | -   | -    | -   |
| 2016/17   | America´s Rugby Championship | 5   | 2  | 2       | 1   | -    | -   |
| 2016/17   | Copa de Naciones             | -   | 3  | 2       | -   | -    | -   |
| 2015/16   | America´s Rugby Championship | -   | 3  | -       | -   | -    | -   |
| 2015/16   | Copa de Naciones             | 6   | 3  | 1       | 1   | -    | -   |
| 2015/16   | Americas Pacific Challenge   | -   | 2  | 1       | -   | -    | -   |
| 2015/16   | America´s Rugby Championship | 5   | 7  | 3       | 1   | -    | -   |
| 2015/16   | Copa de Naciones             | 6   | 9  | 4       | 1   | -    | -   |
| Total     |                              | 22  | 36 | 16      | 4   | -    | -   |

Fuente